# The Cold Vein
Albums de Cannibal Ox
Return of the Ox: Live at CMJ
(2005)
Singles
1. Vein
Sortie : Avril 2001
2. The F-Word
Sortie : Septembre 2001

The Cold Vein est le premier album studio de Cannibal Ox, sorti le 15 mai 2001.
Une version instrumentale de cet album est sortie le 19 mars 2002 sous le titre El-P Presents Cannibal Oxtrumentals.

## Production
C'est le premier album à être sorti chez Definitive Jux, label créé par El-P. Sa publication a été précédée d'un important battage médiatique, notamment au sein de la communauté hip-hop.
Fin 2000, un split était sorti chez Def Jux sur lequel on trouvait trois titres de Company Flow et deux morceaux extraits du futur Cold Vein, Iron Galaxy et Straight Off the D.I.C.. On retrouve également ces titres sur la compilation Def Jux Presents, sortie le 20 mars 2001.

## Réception
The Cold Vein a été plutôt bien accueilli par les critiques. Beaucoup ont loué le travail de production d'El-P.
La qualité des textes a également été appréciée : de nombreux critiques et fans ont trouvé que les deux rappeurs brossaient un portrait du New York miséreux très réaliste.
Gavin Mueller, de Stylus Magazine, a écrit au sujet de The F-Word, une chanson abordant le sujet de l'amour non partagé : « Des moments comme celui-ci montrent non seulement l'habileté des MCs de Can Ox mais également le potentiel pour des textes de hip-hop de rivaliser sur autant de niveaux que la plus belle poésie anglaise. »
The Cold Vein s'est retrouvé sur plusieurs listes de « Best of 2001 » et même sur certaines « Best of de la décennie ».
Pitchfork a classé l'album 152e sur la liste des « 200 meilleurs albums des années 2000 », et Rhapsody, 5e de sa liste des « Meilleurs albums de hip-hop de la décennie ».
Au fil des ans, la reconnaissance de The Cold Vein a grandement augmenté, si bien qu'aujourd'hui l'opus est considéré l'un des meilleurs albums indépendants de rap des années 2000 ainsi que, probablement, le meilleur album sorti chez Definitive Jux.

## Liste des titres
| No  | Titre                                                      | Contient un (des) sample(s) de | Durée |
| --- | ---------------------------------------------------------- | --- | ----- |
| 1.  | Iron Galaxy                                                | Impeach the President des Honey Drippers Mexican Radio de Wall of Voodoo Leopard Tree Dream de Giorgio Moroder One Love de Nas featuring Q-Tip | 5:56  |
| 2.  | Ox Out the Cage (featuring El-P)                           | | 3:28  |
| 3.  | Atom (featuring Alaska et Cryptic One)                     | | 5:52  |
| 4.  | A B-Boy's Alpha                                            | Old as I Was Born de Spooky Tooth | 4:27  |
| 5.  | Raspberry Fields                                           | Cindy Tells Me de Brian Eno Dead Finks Don't Talk de Brian Eno Sweaters de Laurie Anderson                                                     | 4:01  |
| 6.  | Straight Off the D.I.C.                                    | The Unutterable de Philip Glass | 4:17  |
| 7.  | Vein                                                       | | 4:27  |
| 8.  | The F-Word                                                 | All Night Long de Dexter Wansel | 5:27  |
| 9.  | Stress Rap                                                 | Attic Thoughts de Bo Hansson | 5:31  |
| 10. | Battle for Asgard (featuring C-Rayz Walz et L.I.F.E. Long) | Astronauts Nightmare de Nektar Tambura de Ramsey Lewis                                                                                         | 4:26  |
| 11. | Real Earth                                                 | You Know My Steez de Gang Starr | 3:57  |
| 12. | Ridiculoid (featuring El-P)                                | My Mike Sounds Nice de Salt-n-Pepa | 4:46  |
| 13. | Painkillers                                                | | 5:58  |
| 14. | Pigeon                                                     | And There Was Morning de Beaver & Krause Portrait of Tracy de Jaco Pastorius                                                                   | 6:10  |
| 15. | Scream Phoenix (Morceau caché)                             | Montage de Philip Glass Lady Day de Philip Glass                                                                                               | 5:05  |